# Iprite
Il tioetere del cloroetano, più noto come iprite, è uno dei gas impiegati per la guerra chimica; è conosciuto anche come "gas mostarda", a causa di un errore di traduzione dell'inglese "mustard gas", per il caratteristico colore e odore di senape.

## Caratteristiche chimiche
Chimicamente è il tioetere del cloroetano, un liquido di color bruno-giallognolo dal caratteristico odore di aglio o senape, abbastanza stabile all'aria, con elevato punto di ebollizione e bassa tensione di vapore; anche il punto di fusione è basso; si tratta perciò di una sostanza assai persistente.
L'iprite è un vescicante d'estrema potenza, possedendo la spiccata tendenza a legarsi a molte e diverse molecole organiche costituenti l'organismo.

### Azione fisiologica
L'iprite è liposolubile e penetra in profondità nello spessore della cute; dopo che gli strati superiori, ancora sani, sono andati incontro al fisiologico ricambio, si presentano allora sulla superficie cutanea le cellule colpite e non proliferanti, cosicché si aprono devastanti piaghe. Concentrazioni di 0,15 mg d'iprite per litro d'aria risultano letali in circa dieci minuti; concentrazioni minori producono le sopracitate gravi lesioni, dolorose e di difficile guarigione. L'azione è lenta (da quattro a otto ore) e insidiosa, poiché non si avverte dolore al contatto. È estremamente penetrante e agisce sulla pelle anche infiltrandosi attraverso gli abiti, il cuoio, la gomma, e diversi tessuti anche se impermeabili all'acqua.
L'esposizione a dosi molto elevate comporta danni gravissimi all'apparato respiratorio e all'apparato ematopoietico; sono descritte anche forme di cecità da cheratite. La morte può sopraggiungere in tal caso in una settimana circa, a causa di una depressione della risposta immunitaria per leucopenia, e secondariamente per le lesioni cutanee, che aprono la porta a infezioni diffuse. Questa classe di molecole induce danni al DNA, e tutte le patologie derivanti come induzione di tumori e genotossicità.
L'unica terapia è quella sintomatica in camera sterile, al fine di evitare le infezioni che risulterebbero altrimenti letali; gli scampati presentano per tutta la vita estese cicatrici deturpanti.
Scarsa utilità mostra la terapia convenzionale contro le grandi ustioni, a base di medicazioni sterili (non con sostanze oleose o con unguenti); solamente nelle lesioni oculari la vaselina sterile è idonea a evitare le sinechie dopo blefarospasmo reattivo.
Per distruggere l'iprite sul terreno o sugli oggetti si ricorre al cloruro di calce.
Per la sua eliminazione dalla pelle sono stati usati diversi rimedi. Utili in emergenza ripetuti lavaggi con solventi poco polari alcool, etere, acetone, essenza di trementina, tenendo conto che anch'essi sono irritanti per la cute, ma l'effetto lavante ha la meglio. Usato il lavaggio con ossidanti per la distruzione della molecola, permanganato di potassio, ipocloriti (varechina inclusa). Ugualmente queste molecole, specialmente l'ipoclorito, sono irritanti.
I danni cutanei possono essere ridotti per rapida applicazione di iodopovidone (o PVPI, complesso idrosolubile di iodio e polivinilpirrolidone) in una base di glicofurolo (Poli(ossi-1,2-etandiile), α-(tetraidro-2-furanil)metil-ω-idrossi-), ma dal momento che l'esposizione all'iprite inizialmente non ha sintomi, di solito non è riconosciuta fino a irritazione cutanea avvenuta. Le proprietà vescicanti possono anche essere neutralizzate da una soluzione di decontaminazione "DS2" (2% di NaOH, il 70% dietilentriammina, Il 28% di glicole etilenico monometiletere). La tossicità dei composti usati viene compensata dall'azione salvavita.

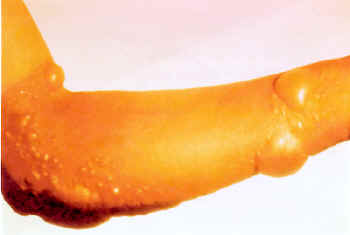
Effetti sulla pelle di un agente vescicante.

## Impiego

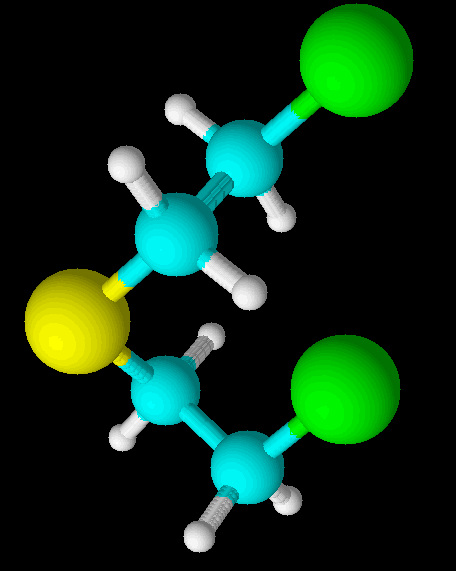
Struttura molecolare

L'iprite fu utilizzata per la prima volta durante la prima guerra mondiale nel settore belga di Ypres, da cui il nome, il 12 luglio 1917 per iniziativa di Erich von Falkenhayn e Alberto di Württemberg dell'esercito tedesco; già l'anno precedente i francesi ne avevano preso in considerazione l'impiego scartandolo però per difficoltà tecniche: la produzione su scala industriale ebbe inizio in Francia solo nel giugno 1918 e in Gran Bretagna nel settembre dello stesso anno.
Le sue caratteristiche principali (azione per contatto e lunga persistenza ambientale) e le lesioni che procura (a insorgenza lenta e inabilitanti per lungo periodo) lo resero subito un'arma innovativa in una guerra che cercava nella tecnologia un aiuto per sfuggire all'immobilità della trincea: la diffusione avveniva essenzialmente tramite proiettili d'artiglieria, di rado tramite bombe d'aereo; a causa della sua scarsa attività e della lentezza dell'idrolisi alla quale è soggetto (e che lo inattiva), il gas può persistere nel terreno per parecchi giorni o settimane: per questo motivo l'iprite trovò specialmente impiego in fase di attacco, per annullare l'azione dell'artiglieria avversaria e bloccare l'arrivo dei rinforzi sulle prime linee.
Nel 1919 venne impiegata dall'Inghilterra contro i ribelli dell'Hadramaut e nel 1922, in grandi quantità, dalla Spagna per contrastare la ribellione del Rif spagnolo.
Dal dicembre 1935 al maggio 1936, durante la guerra d'Etiopia, le forze italiane impiegarono l'iprite contro gli etiopi principalmente tramite bombe tipo C.500.T, dal peso di 280 chilogrammi, sganciate dagli aerei: circa mille bombe, ciascuna delle quali contenenti circa 220 chilogrammi di iprite, furono impiegate sul fronte settentrionale contro i concentramenti di truppe, i reparti in ritirata e lungo le vie di comunicazione, mentre sul fronte della Somalia furono sganciate 95 bombe C.500.T e 186 bombe più piccole, da 21 chilogrammi. Circa l'efficacia i rapporti sono discordanti e mancano studi dettagliati in merito: in generale, per quanto gli etiopi abbiano attribuito la disfatta delle loro armate principalmente all'uso degli aggressivi chimici, il ruolo dell'iprite e delle altre armi chimiche impiegate (arsina e fosgene) fu importante in alcune azioni (come la Battaglia dell'Amba Aradam) ma di per sé non decisivo nel complesso del conflitto, dove pesò maggiormente la superiorità tecnologica italiana.
Nella seconda guerra mondiale l'iprite non fu utilizzata sui campi di battaglia, sebbene gli eserciti di entrambi gli schieramenti possedessero abbondanti scorte di ordigni come elemento di dissuasione. Nel dicembre del 1943, nel corso del bombardamento di Bari da parte della Luftwaffe, fu colpito e distrutto il cargo classe Liberty John Harvey che trasportava 100 tonnellate di munizioni all'iprite; l'esplosione provocò l'avvelenamento da vapori di numerosi soldati presenti ma fortunatamente il vento soffiò verso il mare e non verso la città. Gli ordigni inesplosi depositati sui fondali per decenni hanno provocato problemi sanitari ai pescatori locali che vi incappavano con le reti.
Assieme alla tossina botulinica e al tallio, l'iprite (per la sua capacità di danneggiare il sistema immunitario) fu probabilmente usato nel Cile di Pinochet per assassinare l'ex Presidente Eduardo Frei Montalva nel 1982.

## Le azotipriti o mostarde azotate
Sostituendo all'atomo di zolfo un atomo di azoto, si sintetizzano le azotipriti, molto meno tossiche, ma più subdole perché meno odorose. 

Le azotipriti sono ammine terziarie sintetizzate per la prima volta nel 1935 e contraddistinte da un notevole potere vescicante. La struttura chimica generale è:
R-N(CH2CH2Cl)2 
Possiedono un'azione vescicante meno potente dell'iprite, ma penetrano più facilmente la cute. Sono irritanti a basse dosi, mentre a dosi più elevate producono la necrosi dei tessuti esposti; già a dosi modeste gli occhi e le mucose delle vie respiratorie sono fortemente danneggiati; a dosi massicce il decesso avviene in pochi giorni, con le stesse lesioni tipiche delle ipriti.

Sono meno sensibili dell'iprite agli agenti ossidanti (ipocloriti) e all'idrolisi, in compenso hanno una maggiore solubilità in acqua, ed è possibile lavarle via con un lavaggio prolungato.

Bloccano irreversibilmente la mitosi cellulare, per cui sono state ampiamente sperimentate come agenti chemioterapici nella terapia antineoplastica, in particolare modo contro la leucemia; sia le azotipriti sia i loro derivati hanno tuttavia mostrato risultati transitori.

## Test sull'uomo
La Gran Bretagna e anche gli Stati Uniti d'America hanno testato gas e altri agenti chimici tra cui azotiprite e lewisite su circa 60 000 propri militari durante e dopo la seconda guerra mondiale. Le informazioni sugli esperimenti furono desecretate solo nel 1993. Come successo con l'Agente Arancio, le richieste di cure mediche e di indennizzo furono regolarmente respinte. Il Dipartimento degli Affari dei Veterani degli Stati Uniti d'America dichiarò che avrebbe risarcito le vittime e che avrebbe contattato almeno 4 000 soggetti sopravvissuti ai test, contattandone però solo 600 e non procedendo mai ai rimborsi. Cancro della pelle, eczema grave, leucemia e problemi respiratori cronici hanno afflitto i soggetti del test, alcuni dei quali avevano appena 19 anni al momento dei test.
Anche i militari afroamericani vennero testati, per determinare se il colore della pelle avrebbe offerto loro un diverso livello di resistenza agli agenti, e i militari Nisei, alcuni dei quali si erano arruolati dopo il loro rilascio dai campi di internamento statunitensi per giapponesi, furono testati per determinare la suscettibilità dei militari giapponesi a questi agenti. Anche soggetti portoricani vennero sottoposti ai test.